# トヨタ自動車北海道
トヨタ自動車北海道（トヨタじどうしゃほっかいどう）は、北海道苫小牧市にある企業（自動車部品メーカー）。トランスミッション、駆動関係部品を生産している。

## 概要
「自動車を通して豊かな社会づくりを」というトヨタの指針のもと、地域社会に根ざしながら事業を通じて広く社会から信頼される企業・工場を目指している。敷地内には、無段階変速（CVT）の金属ベルトを製造する国内唯一のメーカー「シーヴイテック」の子会社「シーヴイテック北海道」が進出している。
創業当初から環境保全活動や緑化活動に努めており、日本緑化センターの『緑化優良工場等表彰』会長賞、北海道経済産業局の『緑化優良工場等北海道経済産業局長表彰』、『北国の省エネ・新エネ大賞』節電部門、開発・製造・普及部門を受賞している。省エネルギー活動においては、省エネルギーセンターの各賞、北海道の『北海道省エネルギー･新エネルギー促進大賞』省エネルギー部門を受賞している。社会貢献活動においては1997年（平成9年）から図書寄贈を続けているほか、2000年（平成12年）から系列会社とともに女子アイスホッケーチーム「トヨタシグナス」の支援などを行っている。

## 施設
- 第1工場（ユニット加工・組付工場）
- 第2工場（旧アルミホイール工場）
- 第3工場（プレス・ダイキャスト工場）
- 第4工場（ユニット加工・組付工場）
- 第5工場（鍛造工場）
- 本館
- 2号館
- 原動力棟
- 信頼性試験棟
- 浄水場
- 保安センター
- はすかっぷホール
- トヨタの森
- モノづくり技術センター
- 自然林
- 雪氷冷房（雪山）
- 太陽光発電システム
- 工場側受入れ施設
- 新食堂
- グラウンド

## 沿革
トヨタ自動車の生産拠点分散の一環として北海道に着目し、苫小牧を選んだのは広大な土地があること、苫小牧港があるため物流に優れていること、アルミニウムを現地調達できることなど、立地に必要な条件を備えていたからであった。
- 1990年（平成02年）：トヨタ自動車が北海道苫小牧市への進出を発表[15]。
- 1991年（平成03年）：「トヨタ自動車北海道」設立[15]。
- 1992年（平成04年）：アルミホイールラインオフ（2010年生産終了）[15]。
- 1993年（平成05年）：オートマチックトランスミッションラインオフ[15]。竣工式[15]。
- 1994年（平成06年）：トランスファーラインオフ[15]。
- 1999年（平成11年）：「ISO 14001」認証取得[15]。
- 2001年（平成13年）：ゼロ・エミッション達成[15]。
- 2002年（平成14年）：天然ガス使用開始[15]。
- 2004年（平成16年）：「勇豊会」（取引先協力会）発足[15]。
- 2005年（平成17年）：第4工場（機械工場）竣工[15]。
- 2006年（平成18年）：無段変速機（CVT）ラインオフ[15]。
- 2008年（平成20年）：第5工場（鍛造工場）竣工[15]。
- 2012年（平成24年）：ハイブリッドトランスアクスルラインオフ[15]。

## 生産品
オートマチック・トランスミッション
- A541
  - 生産終了（生産累計239万台）
- U340
  - 生産能力：3,000基/月（1直）[15]
  - 搭載車種：ヤリス、カローラ、ヴィッツ[15]
- U660
  - 生産能力：20,000基/月[15]
  - 搭載車種：NX、ハイランダー、RX、ES、アルファード、ヴェルファイアほか[15]

CVT
- K310
  - 生産能力：66,000基/月[15]
  - 搭載車種：カローラ（海外・国内）、ヴィオス、エティオス、オーリス（海外・国内）、C-HRほか[15]

ハイブリッド・トランスアクスル
- 生産能力：10,000基/月[15]
- 搭載車種：アクア、シエンタHV、カローラHV[15]

トランスファー
- 生産能力：46,000基/月[15]
- 搭載車種：ランドクルーザープラド、IMV、FJクルーザー、4ランナーほか[15]

## クラブ活動
- アイスホッケー部[15]
- サッカー部[15]
- 野球部[15]
- 長距離陸上部[15]

## アクセス
- 北海道旅客鉄道（JR北海道）
  - 沼ノ端駅から車で約8分
  - 苫小牧駅から車で約20分
- 苫小牧西港フェリーターミナルから車で約15分
- 道央自動車道苫小牧東ICから車で約20分
- 新千歳空港から車で約25分